# Codici Sciclitani
I Codici Sciclitani sono due antiche memorie rinvenute il 15 marzo 1653 dal notaio Giuseppe Di Lorenzo nell'archivio del Castello Triquestre di Scicli.

## Storia
Nel 1878, nell'archivio dell'Arciconfraternita di Santa Maria La Nova di Scicli, furono scoperti antichi manoscritti, fra i quali un volumetto di 108 pagine del notaio sciclitano Giuseppe Di Lorenzo. A pagina 102 e 104, sono trascritte le due memorie rinvenute il 15 marzo 1653 nell'archivio del Castello Triquestre di Scicli. Il Mastro Confrate Guglielmo Pinsero ricopiò le due memorie e ne mandò copia al dotto Canonico notinese Don Corrado Sbano, che ne diede notizia nel giornale diocesano in due articoli del maggio e luglio 1880. Nel 1882 il dialettologo notinese Corrado Avolio stampò le memorie avute dallo Sbano in appendice alla sua Introduzione allo studio del Dialetto Siciliano, chiamandole "Codici Sciclitani" e considerandole "due cimeli del più antico siciliano che io conosca". Nel 1990 lo studioso ispicese Melchiorre Trigilia ha pubblicato le memorie nella trascrizione originale del notaio Di Lorenzo.
L'autenticità dei Codici Sciclitani è controversa: sono stati considerati genuini oltre che da Avolio, dal glottologo tedesco Wilhelm Kupsch e da Melchiorre Trigilia; sono stati invece giudicati falsi dalla maggioranza di storici e filologi, tra cui Michele Catalano, Giuseppe Cusimano, don Ignazio La China, Salvo Micciché e Stefania Fornaro, sulle osservazioni di Elio C. Militello e Giuseppe Barone.

## Contenuti
I Codici Sciclitani sono costituiti da due antiche memorie in siciliano. La prima descrive una manifestazione della Madonna, che sarebbe apparsa in una nuvola splendente come il sole per aiutare il popolo di Scicli e i Normanni contro i saraceni dell'emiro "Balicani", sbarcati nel 1091, in tempo di quaresima, nella marina di Donnalucata. La seconda memoria descrive il presunto ritrovamento del simulacro della Madonna della Pietà avvenuto un venerdì del mese di marzo del 1111. Entrambe le memorie, come detto, appaiono filologicamente insostenibili, appaiono testimoni unici confezionati alcuni secoli dopo e non sono supportate da altri manoscritti o testi coevi e successivi.